# Gammelnorsk
Gammelnorsk er en tidlig form for norsk, der blev talt mellem det 11. og 14. århundrede; det var et overgangsstadie mellem norrønt og mellemnorsk på den ene side og norn og færøsk på den anden.
| Sprog | Spire Denne artikel om sprog er en spire som bør udbygges. Du er velkommen til at hjælpe Wikipedia ved at udvide den. |